# Leucochloron incuriale
Leucochloron incuriale là một loài thực vật có hoa trong họ Đậu. Loài này được (Vell.) Barneby & J.W.Grimes miêu tả khoa học đầu tiên.